# Ярославский мамонт

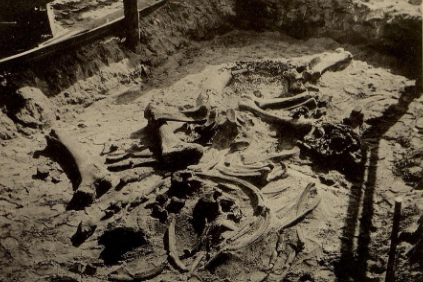
Раскопки скелета

Ярославский мамонт — прозвище, данное почти полному окаменелому скелету степного мамонта, жившего в Лихвинском межледниковье около 300 тысяч лет назад.

## История находки

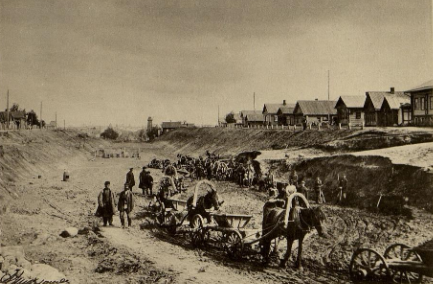
Общий вид разреза, в котором был найден мамонт

13 июля 1896 года под российским городом Ярославлем при проведении земляных работ на Московском шоссе (ныне Московский проспект в черте города) были обнаружены крупные костные остатки мамонта. Скелет нашли рабочие при вывозе песка приблизительно на глубине 4,5 метра. Сначала они обнаружили коренной зуб. Дальнейшими работами руководил студент Института гражданских инженеров императора Николая I Алексей Иванович Миклашевский, который осознавал важность находки и принял необходимые меры по её сохранению. Для того, чтобы кости не украли и не перемешали, были установлены дневные и ночные дежурства. Также Миклашевский сделал несколько фотографий. Полноценные раскопки начались со съёмки покрывающих ископаемые остатки верхних слоёв, что было предпринято для получения полной картины залегания костей. Работа продвигалась медленно, так как образец оказался очень хрупким. Кости пропитывали раствором столярного клея, а также иногда ещё и цементом. Поперечный бивень был пропитан смесью глицерина, парафина и спермацета.   
В ходе раскопок был раскопан практически полный фоссилизированный скелет. Некоторые кости, например плечевые и тазовые кости и больше половины позвонков. Бивень мамонта был повреждён полицейским, желавшим убедиться в его крепкости и сбившим внешнюю эмалевую оболочку.   
Слух о величине находки постоянно рос. Так, например, один газетчик утверждал, что найдено не менее 1000 пудов костей.  
Городская дума отказалась от фоссилии, так как не желала тратить деньги на её сборку. После раскопок и обработки костей скелет был перевезён в геологический музей Московского университета, где учёные выяснили, что он принадлежит степному мамонту. Изучением находки занималась Мария Павлова, которая подготавливала доклад. Было выяснено, что животное погибло там же, где и было найдено, на что указало тесное расположение и совместное нахождение многих костей животного. 
13 июля 2011 года, то есть в год 115-летия находки, отдел природы Ярославского музея-заповедника представил обновлённую выставку «Путешествие вглубь Земли», на которой были выставлены фрагментарные ископаемые остатки степного мамонта,  его потомка — шерстистого мамонта, и их современников — первобытного бизона, овцебыка, шерстистого носорога, большерогого оленя и других. Хотя остатки ярославского мамонта не были показаны на выставке, на ней были представлены бивни, зубы и его реконструированная конечность. Также был показан череп шерстистого носорога, обладавший следом от ранения.